# Lee Falk
Lee Falk   (Saint Louis, 28 d'abril de 1911 - Nova York, 13 de març de 1999), nom artístic de Leon Harrison Gross, fou un escriptor estatunidenc, director de teatre i productor, més conegut com el creador dels populars personatges de còmic The Phantom i Mandrake the Magician. En el cim de la seva popularitat va atreure a més d'un centenar de milions de lectors cada dia. Falk també va contribuir a una sèrie de novel·les barates de The Phantom. Va dirigir actors com Marlon Brando, Charlton Heston, Paul Newman, Chico Marx i Ethel Waters.

## Biografia
Lee Falk, va néixer a Saint Louis (Missouri), on va passar la infància i l'adolescència. La seva mare era Eleanor Alina (aquest nom el posaria posterior-ment en alguns dels personatges secundaris dels còmics de Mandrake i The Phantom), i el seu pare Benjamin Gross.
Gross va morir quan Lee Falk era encara un nen, la seva mare Elionor és tornar a casar amb Albert Falk Epstein. Aquest fou la figura paterna per Lee Falk, fins al punt que, quan deixa la universitat, es canvia el cognom pel del seu padrastre. El nom de Lee, era el seu sobrenom des de la infància.
L'interès de Lee Falk per l'escriptura li ve de molt jove. Ja a l'escola n'editava el diari.
Després de graduar-se a l'escola secundària de Saint-Louis, va estudiar a la universitat d'Illinois on es va especialitzar en literatura. Després de graduar-se va trobar feina a una agència de publicitat com a redactor i responsable de programes radiofònics. Fou aquí on va conèixer a Phil Davis, a qui posteriorment li va demanar que dibuixes a Mandrake the Magician.
Durant La Segona Guerra Mundial, Lee Falk s'allista a l'oficina d'informació de guerra, on fou el cap de la seva divisió de Radio de llengües estrangeres. Això no el va privar de continuar escrivint les seves dues sèries regulars de tires de premsa. Un dels seus personatges, The Phantom, faria com d'altres herois de les tires de premsa i també lluitaria contra els Enemics dels Estats Units d'Amèrica en aquest cas els japonesos. La lluita en la ficció va tenir lloc a la jungla. El nom d'aquesta aventura fou The Phantom goes to war.
Del treball en el món del còmic va rebre premis tan prestigiosos com The Yellow Kid l'any 1971, aquest premi l'atorga El Saló del Còmic i dels Videojocs de Lucca (Lucca Comics & Games, nom oficial). Un altre dels premis que li concediren fou THE SILVER T-SQUARE (Premi Reuben, 1986) de la National Cartoonist Society.
Com a novel·lista escrigué variés novel·les amb The Phantom com a protagonista.
La passió per escriure era tal que fins molt poc abans de la seva mort encara escrivia els guions dels seus personatges insígnia, The Phantom i Mandrake the Magician.
Lee Falk va morir el 13 de març de 1999 a Nova York d'un atac cardíac.

## Còmic

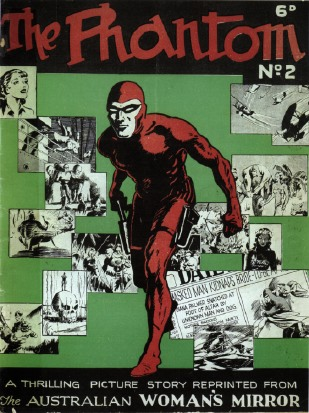
The Phantom. personatge creat per Lee Falk

Fou en el segon any de carrera que desenvolupa l'esbós de qui acabaria sent un dels seus primers personatges de còmic, Mandrake the Magician. Ja des de nen, Lee, estava fascinat per la màgia, d'aquesta fascinació en sorgir el personatge principal inspirat en mags d'escenari, entre ells Howard Thurston i en detectius de ficció com Sherlock Holmes o Arsène Lupin.
Mandrake, utilitzava la intel·ligència i la màgia per resoldre els conflictes, que li sorgien en les seves aventurés, això el diferenciava de la resta de còmics de la seva època.
La tira diària d'aquest personatge es va estrenar l'11 de juny de 1934. De fet va arribar a dibuixar-lo, ja que havia fet classes d'art amb un interès especial pel còmic. Malgrat això es considerava un escriptor.
Falk va vendre el seu personatge a King Features quan encara estava a la universitat. Quan va veure que no podria escriure i dibuixar al mateix temps es va posar en contacte amb Phil Davis, aquest era un il·lustrador professional que var acceptar l'encàrrec de dibuixar els guions de Lee Falk.
The Phantom (El Fantasma) fou el seu segon personatge que King Feactures li compra i començar a publicar amb tires diàries a la premsa el 17 de febrer de 1936, per crear aquest personatge s'inspira amb, Robin Hood, Tarzan, El llibre de la selva de Rudyard Kipling i els herois mitològics clàssics.
Aquests dos personatges són dels que han tingut una vida més llarga, l'any 2012 encara s'estan publicant.

## Teatre
La feina de guionista de còmics la va compartir amb una altra de les seves grans passions, que no era d'altre que el teatre.
Falk, fou l'autor de dotze obres de teatre, dues d'elles eren musicals. "Mandrake the Magician and the Enchantress" i "Happy dollar". També feu de productor i de director teatral d'uns quants centenars d'obres.